# Sant Pau i Sant Jaume
El jaciment arqueològic de Sant Pau i Sant Jaume se situa en una cronologia de l'Epipaleolític i Neolític. Es troba en els municipis de Pacs del Penedès i Vilafranca del Penedès(l'Alt Penedès), inclòs a l'Inventari del Patrimoni Arqueològic i Paleontològic de Catalunya.
El jaciment es troba en dues elevacions cretàciques, aquestes porten essent prospectades des dels anys 20 per equips del museu de Vilafranca. Al llarg de les prospeccions si ha trobat material comprès entre l'Epipaleolític i el Neolític. Destaquen: nuclis, gratadors, gratadors sobre lamina, lamines, ascles, microburins...
La zona s'ha descrit com un lloc amb diversos tallers o centres de producció i explotació de sílex.